# Rallye Monte Carlo 1978
Die 46. Rallye Monte Carlo war der 1. Lauf zur Rallye-Weltmeisterschaft 1978. Sie fand vom 20. bis zum 27. Januar in der Region von Monaco statt. Von den 29 geplanten Wertungsprüfungen wurden fünf abgesagt.

## Bericht
Auf die Saison 1978 hin schlossen sich das Fiat- und das Lancia-Team zusammen. Trotzdem startete man weiterhin mit zwei Fahrzeugen, dem Lancia Stratos und dem Fiat 131 Abarth in die Rallye-Weltmeisterschaft. Diese beiden Fahrzeuge wurden dementsprechend auch favorisiert für den Sieg bei der Rallye Monte Carlo. Nach dem Start fiel außerordentlich viel Schnee und es mussten mehrere Wertungsprüfungen abgesagt werden. Auf den eingeschneiten Bergstraßen waren insbesondere die Renault 5 Alpine schnell unterwegs, während Lancia und Fiat mühe bekundete. Jean-Pierre Nicolas mit einem privat finanzierten Porsche 911 Carrera übernahm die Führung. In der letzten Nacht der Rallye holte Walter Röhrl (Fiat) auf den nun teils schneefreien Straßen an Zeit auf, doch war der Vorsprung von Nicolas und den Renault-Piloten Jean Ragnotti und Guy Fréquelin zu groß. Nach acht Jahren siegte Porsche wieder bei der Rallye Monte Carlo. Im Jahr 1970 gewann mit Björn Waldegård am Steuer ein Porsche 911S zum letzten Mal. Seit der ersten Rallye Monte Carlo im Jahr 1911 gewann ein Porsche diesen Wettbewerb zum vierten Mal.

## Klassifikationen

### Endergebnis
| Rang | Fahrer              | Co-Pilot               | Auto              | Zeit (Std./Min./Sek.) | Rückstand Sieger (Min./Sek.) Rückstand V (Min./Sek.) |
| ---- | ------------------- | ---------------------- | ----------------- | --------------------- | ---------------------------------------------------- |
| 1    | Jean-Pierre Nicolas | Vincent Laverne        | Porsche 911       | 6:57:03               | 00:00                                                |
| 2    | Jean Ragnotti       | Jean-Marc Andrié       | Renault 5 Alpine  | 6:58:55               | 01:52                                                |
| 3    | Guy Fréquelin       | Jacques Delaval        | Renault 5 Alpine  | 6:59:55               | 02:52 01:00                                          |
| 4    | Walter Röhrl        | Christian Geistdörfer  | Fiat 131 Abarth   | 7:00:22               | 03:19 00:27                                          |
| 5    | Bernard Darniche    | Alain Mahé             | Fiat 131 Abarth   | 7:02:44               | 05:41 02:22                                          |
| 6    | Jean-Claude Andruet | Michèle Espinosi-Petit | Fiat 131 Abarth   | 7:03:23               | 06:20 00:39                                          |
| 7    | Michèle Mouton      | Françoise Conconi      | Lancia Stratos HF | 7:05:50               | 08:47 02:27                                          |
| 8    | Maurizio Verini     | Francesco Rossetti     | Fiat 131 Abarth   | 7:09:01               | 11:58 03:11                                          |
| 9    | Anders Kulläng      | Bruno Berglund         | Opel Kadett GT/E  | 7:11:41               | 14:38 02:40                                          |
| 10   | Fulvio Bacchelli    | Arnaldo Bernacchini    | Lancia Stratos HF | 7:11:58               | 14:55 00:17                                          |

Insgesamt wurden 83 von 216 gemeldeten Fahrzeuge klassiert:

### Herstellerwertung
| Pos. | Team    | Punkte |
| ---- | ------- | ------ |
| 1    | Porsche | 18     |
| 2    | Renault | 17     |
| 3    | Fiat    | 14     |
| 4    | Opel    | 10     |
| 5    | Lancia  | 8      |

Die Fahrer-Weltmeisterschaft wurde erst ab 1979 ausgeschrieben.